# Vic-la-Gardiole

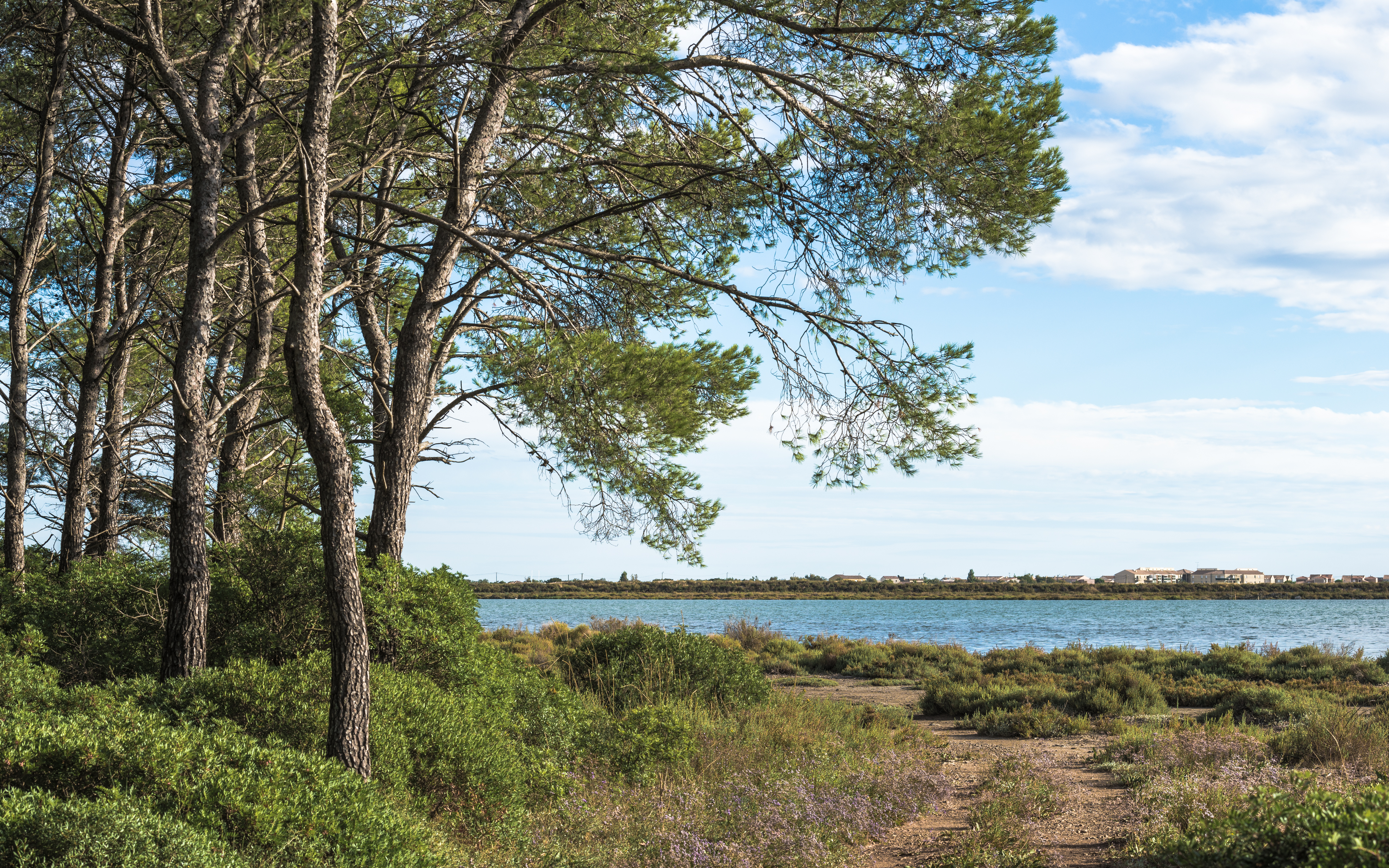

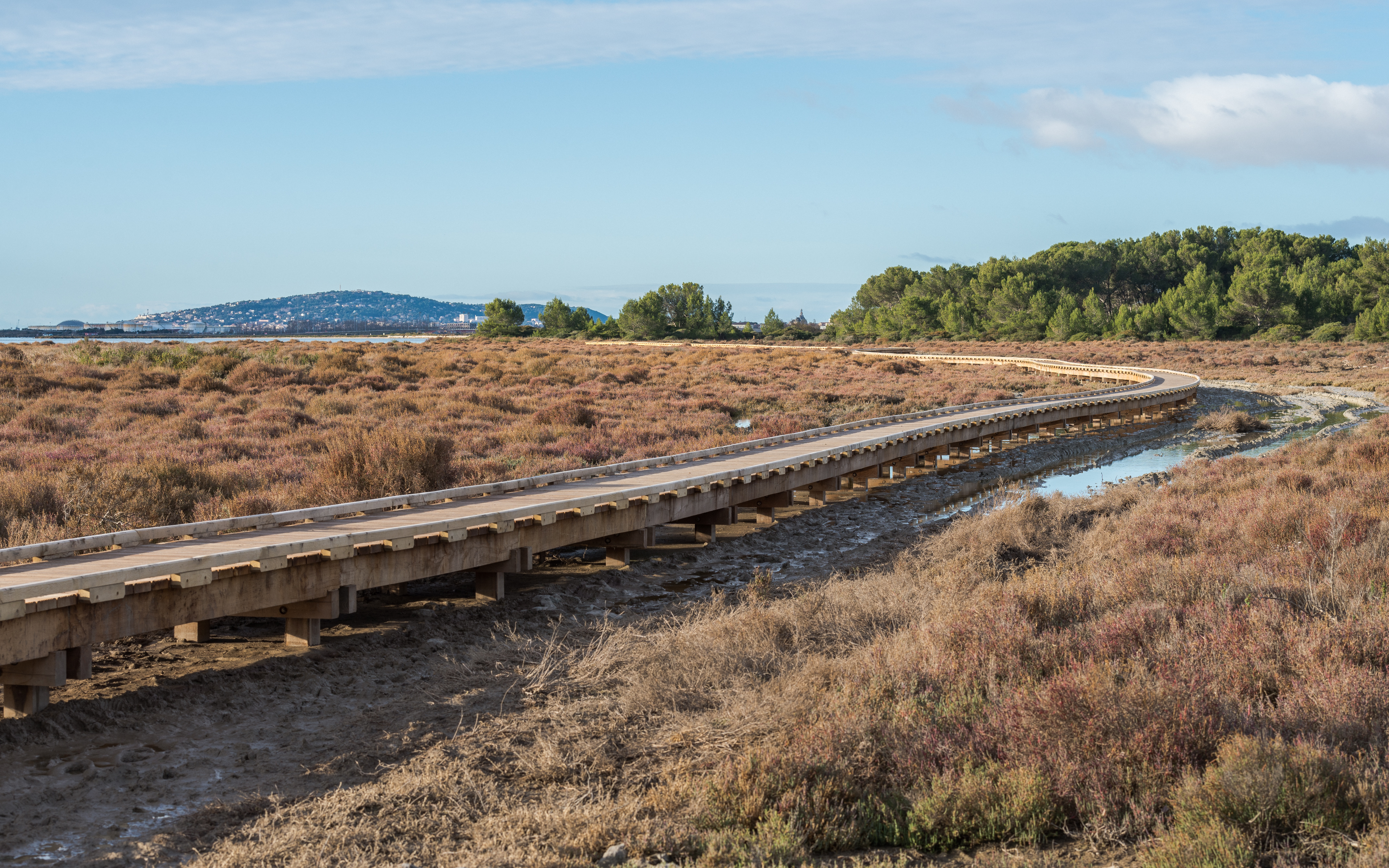

Vic-la-Gardiole è un comune francese di 2 880 abitanti situato nel dipartimento dell'Hérault nella regione dell'Occitania.

## Società

### Evoluzione demografica
Abitanti censiti